# 조용미
조용미(曺容美, 1962년 ~ )는 대한민국의 시인이다. 경상북도 고령에서 태어나 서울예술대학 문예창작과를 졸업했다.

## 약력
1990년 《한길문학》에 〈청어는 가시가 많아〉 등의 시를 발표하며 작품 활동을 시작했다.

## 수상
- 2005년 제16회 「김달진문학상」
- 2012년 제19회 「김준성문학상」[1]

## 저서

### 시집
- 《불안은 영혼을 잠식한다》(실천문학사, 1996) ISBN 89-392-0264-3
- 《일만 마리 물고기가 山을 날아오르다》(창작과비평사, 2000) ISBN 89-364-2198-0
- 《삼베옷을 입은 자화상》(문학과지성사, 2004) ISBN 89-320-1478-7
- 《나의 별서에 핀 앵두나무는》(문학과지성사, 2007) ISBN 978-89-320-1816-4
- 《기억의 행성》(문학과지성사, 2011) ISBN 978-89-320-2218-5

#### 시인의 말
- 《불안은 영혼을 잠식한다》
지난 가을, 떨켜에서 뚝 뚝
자유롭게 떨어져 내리던 나뭇잎들을 기억한다
이제 나도 그렇게 묵은 것들을 털어내려 한다.
- 《일만 마리 물고기가 山을 날아오르다》
나는 내 시를 읽는 사람들의 마음을 불편하게 하고 싶다. 순간순간 아득해져서 몇번이고 시집을 덮었다 읽기를, 그들의 마음을 갈기갈기 찢어놓기를, 그래서 조금, 아주 조금 그들의 마음을 쓰다듬어줄 수 있기를 바란다.
- 《삼베옷을 입은 자화상》
삼천 개의 뼈가 움직여
춤이 되듯,
나는 삼천 개의 뼈를 움직여
시를 쓰겠다.
- 《나의 별서에 핀 앵두나무는》
시선의 힘,
그 신비하고 강력한 무언의 말을 나는 믿는다
시선은 최대의 언어다

세계는 나를 바라본다

삐걱삐걱
몸에서 이쁜 소리가 난다
- 《기억의 행성》
이 우주는 해와 달이 반반
춘분은 낮과 밤의 길이가 반반
인간은 물고기와 새의 운명이 반반
내 발 밑은 나와 나 아닌 것이 반반,

이 불완전한 세계가 나는 마음에 든다.

### 산문집
- 《섬에서 보낸 백 년》(샘터사, 2007)